# دریاچه برم شش‌پیر
دریاچه برم شش‌پیر دریاچه‌ای کوچک در شهرستان سپیدان استان فارس ایران می‌باشد. این دریاچه از چشمه شش‌پیر پدید آمده‌است و در ادامه آن رود شش‌پیر جریان دارد. این دریاچه به عروس دریاچه‌های ایران معروف است.